# Lijst van geregistreerde aanduidingen voor Provinciale Statenverkiezingen (Gelderland)
Hieronder staat een lijst van geregistreerde aanduidingen voor Provinciale Statenverkiezingen in de Nederlandse provincie Gelderland.
Het stelsel dateert van 1989 (het jaar van inwerkingtreding van de Kieswet). De aanduidingen worden met een oplopend nummer door het centraal stembureau van de provincie in een register ingeschreven; zij worden vervolgens gepubliceerd in de Staatscourant.
Een organisatie die een aanduiding heeft laten registreren in het landelijke register voor de Tweede Kamerverkiezingen is tevens gerechtigd met deze aanduiding zonder nadere registratie deel te nemen aan verkiezingen voor de Provinciale Staten.
Een organisatie die een aanduiding heeft laten registreren in het provinciale register is tevens gerechtigd met deze aanduiding zonder nadere registratie deel te nemen aan gemeenteraadsverkiezingen in die provincie.
Kleurcodering
-  is in de zittingsperiode 2019-2023 vertegenwoordigd in de Provinciale Staten van Gelderland;
-  is in het verleden vertegenwoordigd geweest in de Provinciale Staten;
-  heeft deelgenomen aan verkiezingen voor de Provinciale Staten zonder een zetel te behalen;
-  heeft niet deelgenomen aan verkiezingen voor de Provinciale Staten;[b]
-  is ingeschreven ná de laatste gehouden verkiezingen voor de Provinciale Staten.

| Registratie- nummer | Huidige of laatste aanduiding              | Vorige aanduiding(en) | Ingeschreven     | Geschrapt        |
| ------------------- | ------------------------------------------ | --------------------- | ---------------- | ---------------- |
| 1.                  | Lokale Partijen Gelderland (L.P.G.)        |                       | [ c ]            | 23 augustus 1995 |
| 2.                  | Partij Nieuw Gelderland (Fed Lok Gr)       |                       | 11 december 1997 | 25 maart 2003    |
| 3.                  | GELOVIG DEMOCRATISCHE UNIE (G.D.U)         |                       | 9 december 1998  | 25 maart 2003    |
| 4.                  | Leefbaar Gelderland                        |                       | 9 december 1998  | 18 maart 2008    |
| 5.                  | Duurzaam Gelderland D.G.                   |                       | 13 december 2002 | 25 maart 2003    |
| 6.                  | Nederlandse Volks-Unie (NVU)               |                       | 13 december 2002 | 14 maart 2011    |
| 7.                  | Gelderland Lokaal                          |                       | 13 december 2002 | 25 maart 2003    |
| 8.                  | Gelderse Centrumdemocraten (Gelderse C.D.) |                       | 12 december 2006 | 8 februari 2019  |
| 9.                  | Groep Hop                                  |                       | 12 december 2006 | 14 maart 2011    |
| 10.                 | Een voor de Vrijheid (EVV)                 |                       | 12 december 2006 | 14 maart 2011    |
| 11.                 | Gelderland Lokaal (GLK)                    |                       | 12 december 2006 | 14 maart 2011    |
| 12.                 | DPS/Groep van Bergen                       |                       | 7 december 2010  | 2 april 2015     |
| 13.                 | 1 Achterhoek – 50 kernen – samen sterk     |                       | 24 december 2013 | 8 februari 2019  |
| 14.                 | Lokaal Belang Gelderland                   |                       | 21 november 2014 | 8 februari 2019  |
| 15.                 | StemNL                                     |                       | 23 december 2014 | 2 april 2015     |
| 16.                 | Lokale Partijen Gelderland                 |                       | 23 december 2014 |                  |
| 17.                 | PSP '92 Gelderland (PSP'92)                |                       | 23 december 2014 | 8 februari 2019  |
| -                   | Achterhoeks Democratisch Alternatief       |                       | 8 december 2021  |                  |
| -                   | ONS Gelderland                             |                       | 21 december 2022 |                  |